# Природни споменик Пећина Мала Бездан
Природни споменик Пећина Мала Бездан је понор и природни споменик спелеолошког карактера под заштитом у Републици Србији. Пећина Мала Бездан представља природну реткост, споменик геоморфолошког карактера. Решење бр.35015/81 о стављању под заштиту пећине „Мала Бездан“ донела је СО Горњи Милановац 29. 11. 1981.год. Забрањено је предузимати радње и активности које би измениле изглед овог природног добра.

## Георгафски положај
Пећина „Мала бездан“ налази се на 500 метара јужно од планинарског дома на Рајцу, на самом превоју који представља развође сливова Љига и Дичине, односно Колубаре и Западне Мораве, на подручју општине Горњи Милановац, КО Полом.

## Степен заштите
Споменик природе „Мала Бездан“ (КО Полом, кп.бр.80) – представља природну реткост, споменик геоморфолошког карактера. Решење бр.35015/81 о стављању под заштиту пећине „Мала Бездан“ донела је СО Горњи Милановац 29.11.1981.год. Забрањено је предузимати радње и активности које би измениле изглед овог природног добра.

## Основне одлике
Улаз у пећину се налази при дну једне алувијалне вртаче дубоке 10 м, на надморској висини од 680 м. Укупна дужина канала „Мале бездани“ износи 270 м. Главни канал пећине дугачак је 95 м, пружа се у правцу север-североисток и композитног је карактера пошто га чине три простране дворане и то: Прва, Велика и Задња дворана. Бочни канали су развијени у неколико етажа. Кањонски и Мокри канал одвајају се од главног канала у истом нивоу, неки су нижи од главног канала, а лавиринт који представља сплет канала на крају пећине, простире се на висини од 4-7 м у односу на дно задње дворане.
Посматрајући је морфогенетски, пећина Мала Бездан представља типичну понорску пећину са стрмим и степеничастим уздужним профилом, чији је нагиб оријентисан од улаза ка завршетку пећине. Укупан пад Главног канала износи 39м, тако да се слабији подземни ток губи у поменутом понору.
Пећина Мала Бездан одликује се разноврсним пећинским накитом. Њиме су најбогатији Западни канал и Задња дворана. Посебно импозантно изгледа колосални пећински стуб у Уској галерији између Прве и Велике дворане, пречника преко 2 метра.